# Piz Platta
Le Piz Platta est un sommet des Alpes, à 3 392 m d'altitude, point culminant de la chaîne de l'Oberhalbstein, en Suisse (canton des Grisons).